# Hr.Ms. Zuiderkruis (1975)
La HNLMS Zuiderkruis fu un rifornitore di squadra in servizio con la Koninklijke Marine tra il 27 luglio 1975 e il 10 febbraio 2012.

## Storia

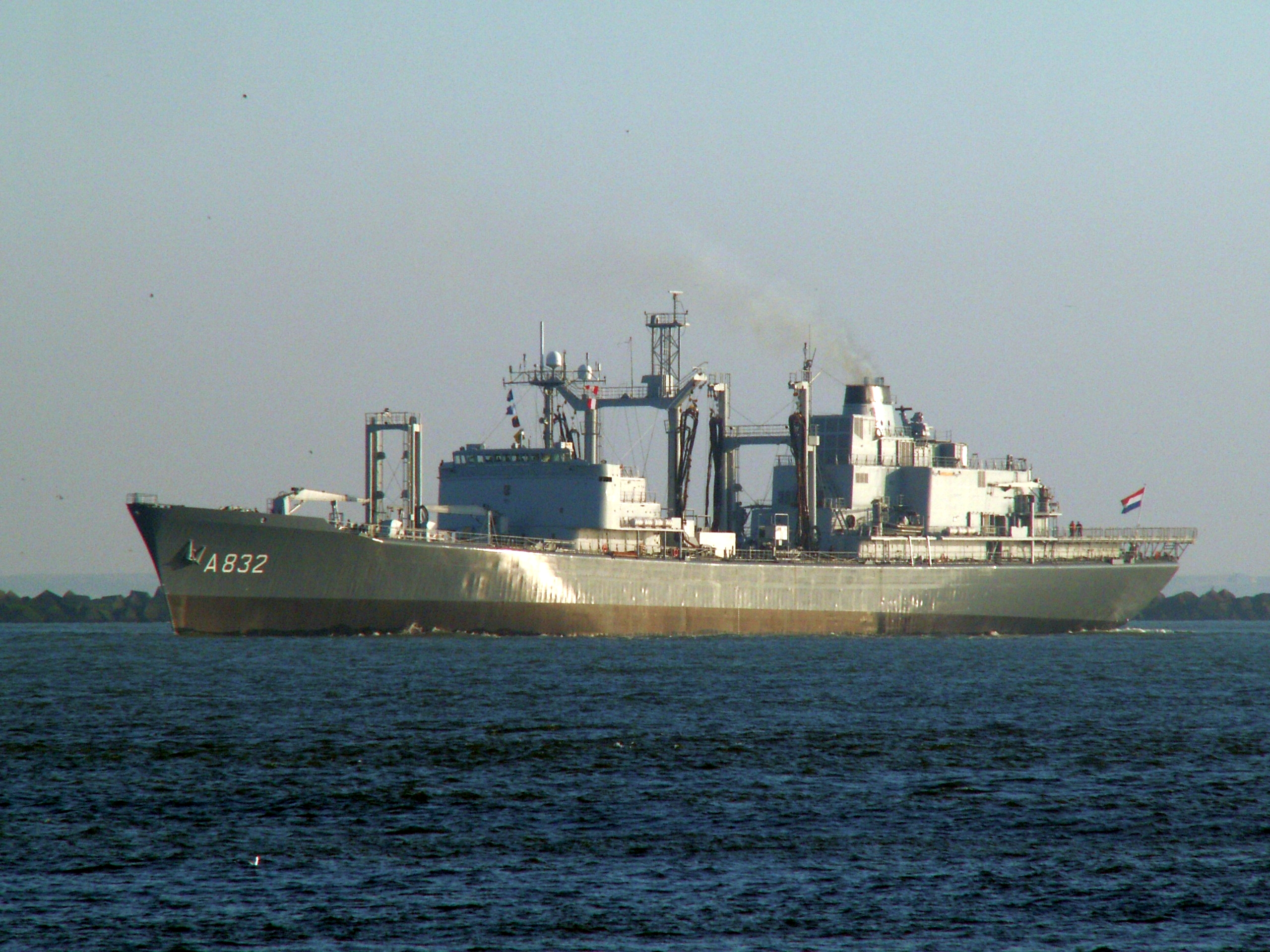
Il rifornitore Zuiderkruis in navigazione a lento moto nel porto di Rotterdam.

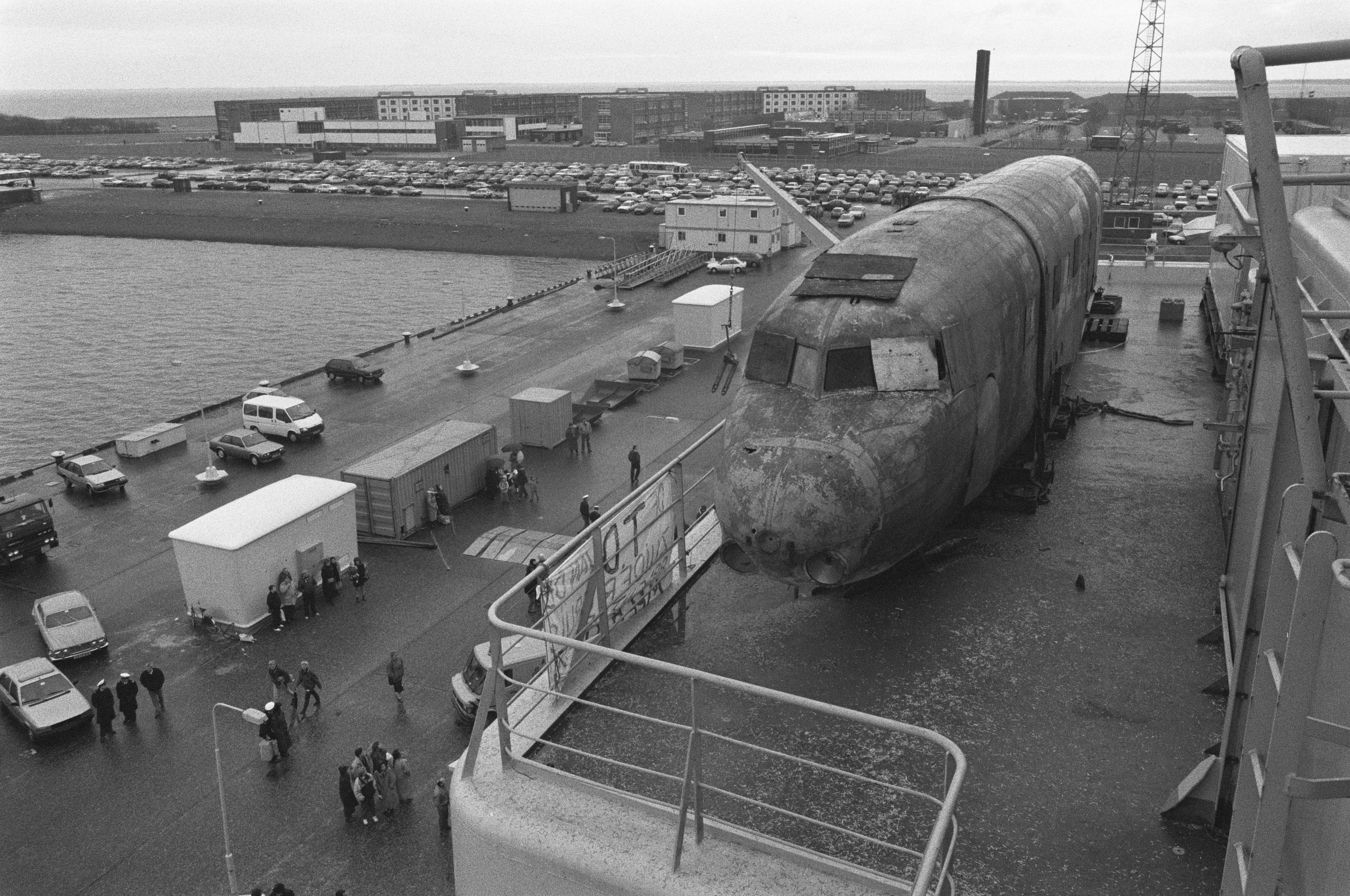
La fusoliera di un Douglas DC-2 a bordo della Zuiderkruis.

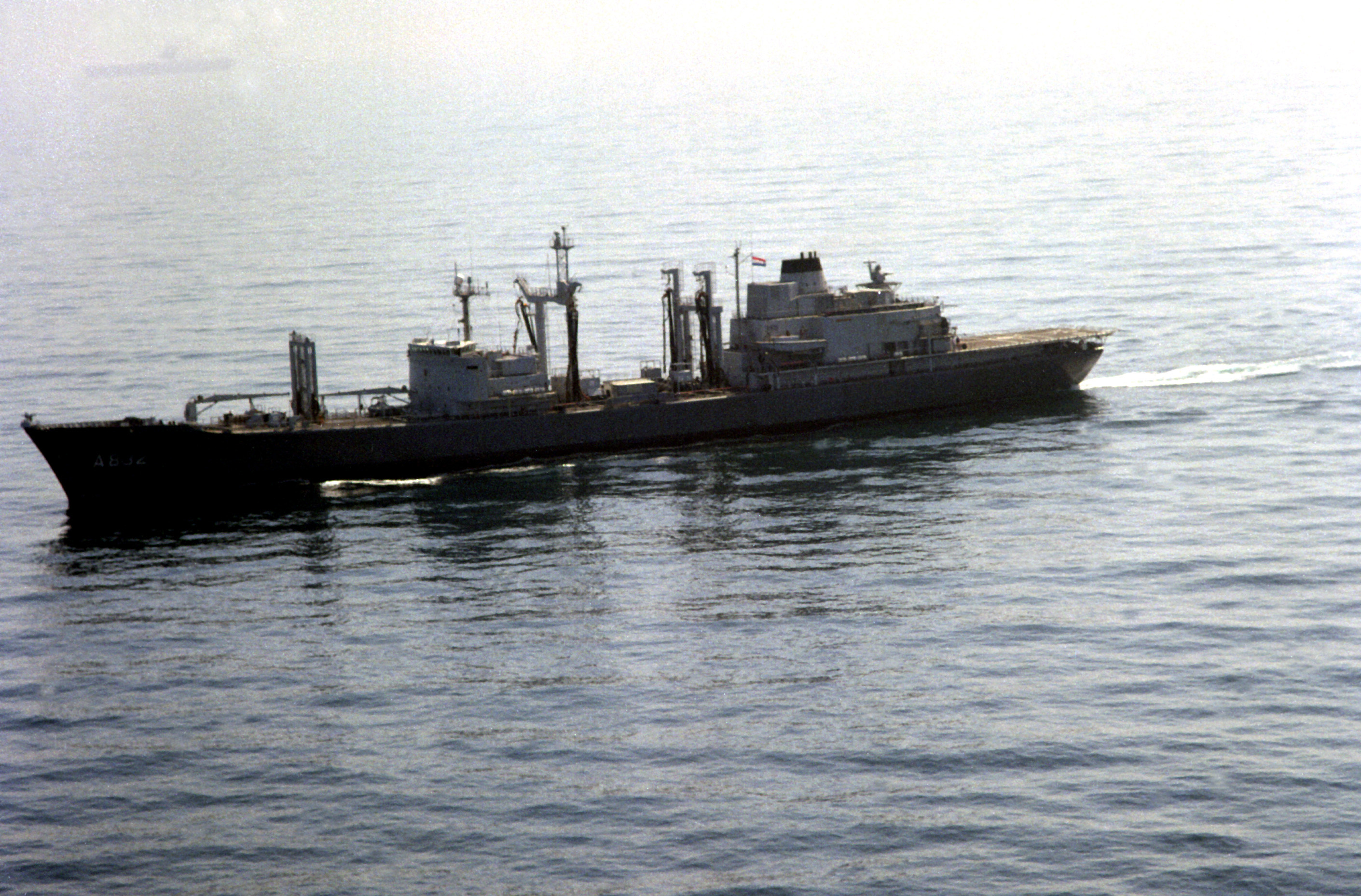
Il rifornitore Zuiderkruis in navigazione durante l'Operazione Desert Shield nel 1991.

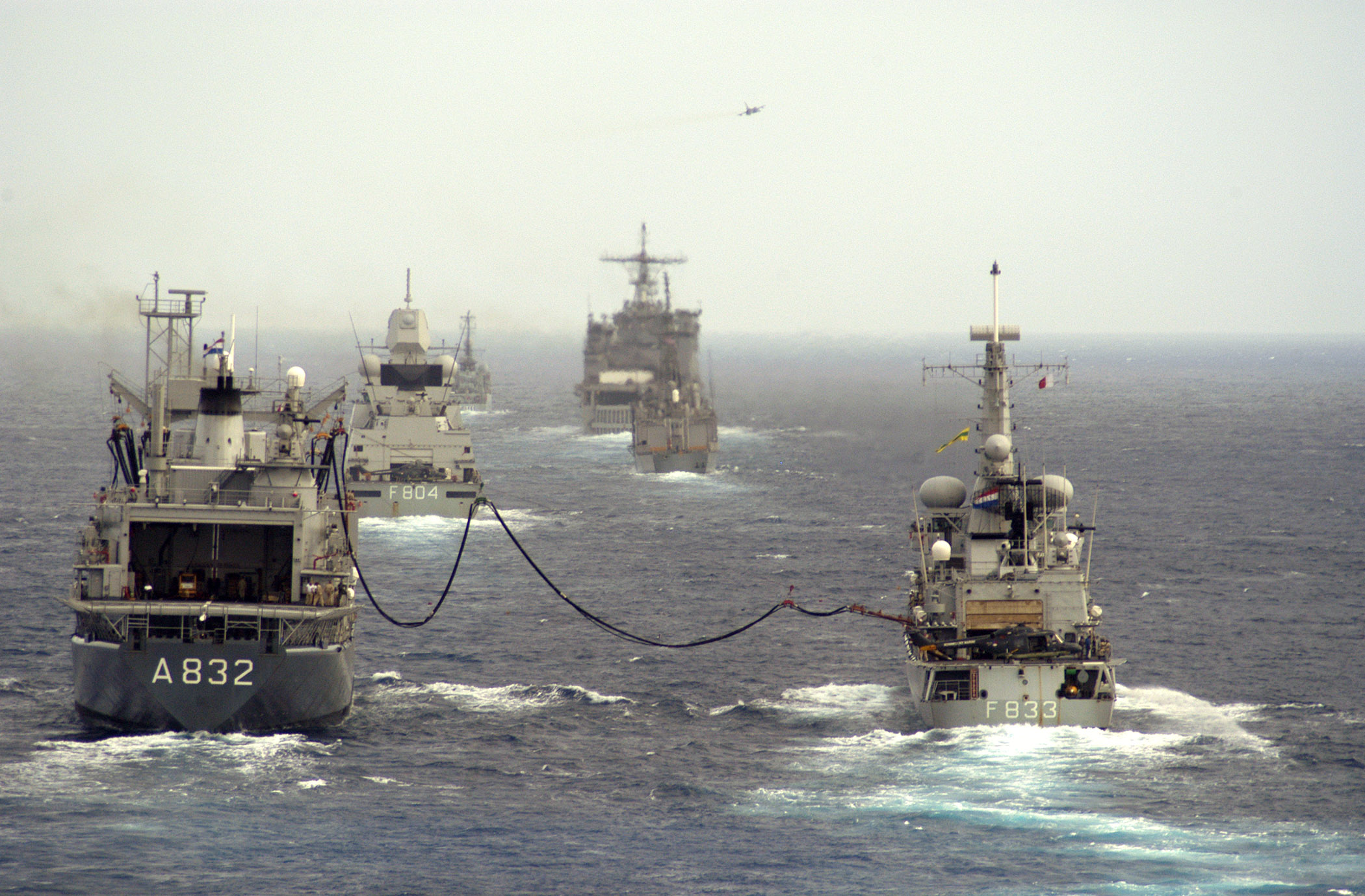
La Zuiderkruis rifornisce la fregata lanciamissili Van Nes mentre le due unità navigano in formazione nel corso dell'esercitazione Joint Caribe Lion 2006.

Nel 1960 la Marina Reale Olandese aveva necessità di una moderna nave da rifornimento per sostituire la petroliera Mijndrecht (della compagnia di navigazione Phs. van Ommeren) presa a noleggio in quello stesso anno al fine di consentire a diverse unità della marina militare di compiere un viaggio intorno al mondo. La  Mijndrecht aveva permesso di rifornire le unità nel corso del viaggio, e durante le lunghe esercitazioni in mare anche nel contesto NATO
Alla fine del 1961 la marina olandese ordinò ufficialmente la costruzione di una nuova nave da rifornimento. Il progetto dell'unità fu realizzato internamente dalla stessa Marina Reale, e la nave venne impostata presso la Rotterdamsche Droogdok Maatschappij (RDM), entrando poi in servizio con il nome di Poolster il 29 giugno 1964. Agli inizi degli anni 1970 del XX secolo fu pianificata la costruzione di una nuova unità di tipo migliorato, che venne designata Zuiderkruis (A-832). Questa unità fu impostata presso il cantiere navale Damen Verolme di Alblasserdam il 16 luglio 1973, varata il 15 ottobre 1974 ed entrò ufficialmente in servizio il 27 giugno 1975.

## Descrizione tecnica
Analogamente alla Poolster la nave non viene utilizzata solo come nave cisterna, ma anche per altri scopi, come il trasporto di viveri, munizioni, acque dolce, parti di ricambio e materiali di vario tipo. La capacità di trasporto era pari a 9.000 tonnellate di combustibili liquidi, 400 di carburante avio TR5, e 200 di acqua. La nave poteva essere impiegata anche per operazioni antisommergibili in quanto dotata di hangar (per due elicotteri) e un ponte di volo poppiero da cui potevano operare sino a cinque elicotteri Westland Lynx SH-14. L'apparato propulsivo si basava su due motori diesel Stork Werkspoor, operanti su un asse, che garantivano una potenza massima di 21.000 CV e una velocità massima di 21 nodi. L'armamento era composto da un impianto CIWS Signaal Goalkeeper a 7 canne rotanti da 30 mm, e cinque cannoni singoli da 20/70. La dotazione elettronica comprendeva 1 radar di scoperta aeronavale Racal Decca 2459, due radar di navigazione Decca 1226, 2 lanciatori per chaff/flares Loral Hycor SRBOC Mk.36, e una serie di apparati per contromisure elettroniche (ECM, Electronic Counter Measures). Per il rifornimento delle altre unità di erano due stazioni per lato per il rifornimento combustibili, installate a mezza nave, e una apparecchiatura a tensione costante per il trasferimento dei carichi solidi verso proravia per ogni lato.

## Attività operativa
Nel 1981 la Zuiderkruis è stata la prima nave della marina militare olandese ad avere a bordo marinai donne. L'8 febbraio 1982 la nave insieme alle fregate lanciamissili Tromp, Callenburgh, Van Speijk, Piet Hein e al cacciatorpediniere Overijssel salpò da Den Helder per un viaggio negli Stati Uniti d'America per mostrare la bandiera e per festeggiare i 200 anni di relazioni diplomatiche tra gli USA e l'Olanda. Le navi rientrarono a Den Helder il 19 maggio 1982.
Nel 1988 la Zuiderkruis e le fregate lanciamissili Jan van Brakel, Kortenaer e Witte de With compirono un viaggio nell'Estremo Oriente e in Australia per mostrare la bandiera e compiere esercitazioni.
Insieme alla fregate lanciamissili Philips van Almonde e Jacob van Heemskerck ha partecipato alla Guerra del Golfo, quando queste navi furono inviate a sostituire le fregate lanciamissili Witte de With e Pieter Florisz il 4 e 5 dicembre 1990.
La Zuiderkruis ha salvato 14 rifugiati dello Sri Lanka il 25 aprile 1996 nel Mar Adriatico e li ha poi sbarcati nel porto italiano di Bari.
Il 17 febbraio 2003 una squadra navale combinata belga-olandese salpò per compiere esercitazioni nell'Oceano Atlantico. Lo squadrone era composto da Zuiderkruis e dalle fregate Jacob van Heemskerck, Van Speijk, Van Galen e Wandelaar. La unità hanno visitato diversi porti nel Regno Unito, del Canada e degli Stati Uniti e la squadra navale avrebbe dovuto ritornare in Patria il 24 aprile.
Anni di dispiegamento operativo portarono alla obsolescenza della nave, e negli anni Novanta del XX secolo ne fu prevista la sostituzione nel 2002 (all'età di 27 anni), ma ciò venne ritardato da decisioni politiche. La nave fu sottoposta a lavori di manutenzione per prolungamento la vita nel 2001, al fine di essere sostituita nel 2010 o 2011. La definitiva radiazione fu ancora ritardata dai tagli al budget e la nave avrebbe continuato a navigare sino al 2014, fino all'arrivo della Joint Support Ship Karel Doorman.
Successivamente Zuiderkruis, la nave da trasposto anfibio Rotterdam e la nave scuola Urania hanno visitato Spithead per una rivista navale della flotta tenutasi in onore del 200º anniversario della battaglia di Trafalgar il 28 giugno 2005.
Il 29 ottobre 2008 sembrò per alcuni momenti che la nave stesse letteralmente affondando in porto, e fu salvata dal tempestivo intervento dell'equipaggio coadiuvato dai vigili del fuoco e da una compagnia di fanti di marina. Il danno venne limitato alle sale macchine, e dopo gli opportuni lavori di riparazione e manutenzione, la nave venne di nuovo resa idonea alla navigazione e poté rimanere in servizio.
L'8 aprile 2011 fu annunciato che la Zuiderkruis sarebbe stata radiata, cosa che avvenne il 10 febbraio 2012 a Den Helder. La campana della nave fu consegnata alla moglie dell'astronauta André Kuipers, che in quel momento era in orbita attorno alla Terra sulla ISS. La nave venne spogliata di tutte la parti lasciato Den Helder per la demolizione in Turchia il 21 febbraio 2014.

### Annotazioni
1. ↑  Tra il 1975 e il 2012 la Zuiderkruis ha effettuato oltre 6.000 rifornimenti in mare.
2. ↑  Di tutti gli olandesi egli era il più vicino all'omonima costellazione della Croce del Sud.

### Fonti
1. ↑  (NL) Jaime Karremann, Poolster bevoorradingsschip, su Marineschepen.nl, 20 febbraio 2015. URL consultato l'8 gennaio 2018.
2. 1 2  (NL) L. de Koning, Poolster kwart eeuw geleden in dienst, su Digibron, 19 febbraio 1990. URL consultato l'8 gennaio 2018.
3. ↑  (NL) scheepvaartmuseum.nl :: Maritieme kalender 1974, su hetscheepvaartmuseum.nl. URL consultato il 4 luglio 2015 (archiviato dall'url originale il 5 luglio 2015).
4. 1 2 3 4 5 6 7  Boroli, Giorgerini 1984, p. 16.
5. ↑  (NL) scheepvaartmuseum.nl :: Maritieme kalender 1994, su hetscheepvaartmuseum.nl. URL consultato il 5 luglio 2015 (archiviato dall'url originale il 5 luglio 2015).
6. 1 2  (NL) scheepvaartmuseum.nl :: Maritieme kalender 1982, su hetscheepvaartmuseum.nl. URL consultato il 4 luglio 2015 (archiviato dall'url originale il 5 luglio 2015).
7. ↑  (NL) scheepvaartmuseum.nl :: Maritieme kalender 1988, su hetscheepvaartmuseum.nl. URL consultato il 4 luglio 2015 (archiviato dall'url originale il 5 luglio 2015).
8. ↑  (NL) scheepvaartmuseum.nl :: Maritieme kalender 1990, su hetscheepvaartmuseum.nl. URL consultato il 5 luglio 2015 (archiviato dall'url originale il 6 luglio 2015).
9. ↑  (NL) scheepvaartmuseum.nl :: Maritieme kalender 1996, su hetscheepvaartmuseum.nl. URL consultato il 5 luglio 2015 (archiviato dall'url originale il 6 luglio 2015).
10. 1 2 3  (NL) scheepvaartmuseum.nl :: Maritieme kalender 2003, su hetscheepvaartmuseum.nl. URL consultato il 5 luglio 2015 (archiviato dall'url originale il 6 luglio 2015).
11. 1 2 3 4 5 6 7  Marineschepen.
12. ↑  (NL) scheepvaartmuseum.nl :: Maritieme kalender 2005, su hetscheepvaartmuseum.nl. URL consultato il 5 luglio 2015 (archiviato dall'url originale il 6 luglio 2015).